# Petrus Codde
Petrus Codde, né à Amsterdam le 27 novembre 1648 et mort à Utrecht le 18 décembre 1710, est religieux oratorien, évêque catholique de la « Mission de Hollande » et un théologien néerlandais. Versant dans le jansénisme il fut condamné et excommunié.

## Biographie
Il étudia à l'université de Louvain, entra dans la Congrégation des oratoriens et fut ordonné prêtre en 1672. En 1688 il fut nommé, par Innocent XI, vicaire apostolique de la « mission de Hollande » (Hollandse Zending) et archevêque titulaire de Sébaste (de) en Cilicie. Cette charge équivalait à celle d'archevêque d'Utrecht, qui est restée vacante du 1592 à 1853 pour des motifs politico-religieux puisqu'en 1580 la pratique de la religion catholique avait été interdite par les magistrats d'Utrecht.
Accusé de sympathies jansénistes, le précédent vicaire apostolique, Johannes van Neercassel, avait été convoqué à Rome pour se disculper et il y avait signé le « formulaire » du pape Alexandre VII contre le Jansénisme.
Une accusation de Jansénisme en 26 points fut également dirigée contre Petrus Codde en 1697. Lui également doit visiter Rome. Arrivé en 1699, il fut soumis au jugement d'une commission présidée par le futur cardinal Giovanni Battista Bussi (1657-1726). Au contraire de son prédécesseur Codde refusa de signer le Formulaire d'Alexandre VII et s'en retourna à Utrecht. Il fut d'abord suspendu du vicariat apostolique par décret de la Propagande Fide (dont dépendaient les missions de Hollande) du 7 mai 1702 et, par un bref du 7 avril 1703, remplacé par le pro-vicaire Theodorus de Cock (1650-1720). Enfin, le Saint-Office, par un décret du 3 avril 1704, condamna deux apologies de Codde, qui fut excommunié et démis de toutes ses fonctions. Jusqu'à la fin de ses jours il n'en continua pas moins à se considérer comme archevêque, même en dehors de la communion avec Rome, ce qui donna naissance à l'Église « vieille-épiscopale » d'Utrecht.

## Source
- (it) Cet article est partiellement ou en totalité issu de l’article de Wikipédia en italien intitulé « Petrus Codde » (voir la liste des auteurs).